# كفر الشرفا البحري
قرية كفر الشرفا البحرى هي إحدى القرى التابعة لمركز الإبراهيمية في محافظة الشرقية في جمهورية مصر العربية. حسب إحصاءات سنة 2006، بلغ إجمالي السكان في كفر الشرفا البحرى 776 نسمة، منهم 388 رجل و388 امرأة.